# Gunung Kembang (Semidang Alas Maras)
Gunung Kembang is een bestuurslaag in het regentschap Seluma van de provincie Bengkulu, Indonesië. Gunung Kembang telt 686 inwoners (volkstelling 2010).